# Wattstax
Pour plus de détails, voir Fiche technique et Distribution.
Wattstax est un concert de bienfaisance organisé par le label de Memphis Stax Records au Los Angeles Coliseum le 20 août 1972. Le concert a donné lieu à un documentaire musical américain éponyme de Mel Stuart sorti le 4 février 1973, distribué aux États-Unis par Columbia Pictures et en France par Mission Distribution lors de sa réédition cinéma en 2004, ainsi qu'à deux disques : Wattstax: The Living Word, qui regroupe un choix de titres joués ce soir là, et un album regroupant uniquement les chansons jouées par Isaac Hayes, Isaac Hayes at Wattstax. 

## Sujet
Wattstax est un documentaire retranscrivant le concert donné le 20 août 1972 au Los Angeles Coliseum, organisé par Memphis' Stax Records, pendant lequel les habitants du quartier déshérité de Watts, Los Angeles, commémorèrent le 7e anniversaire des émeutes de Watts dont ils furent les principaux protagonistes et témoins. À l'occasion de ce concert événement qui dura plus de six heures, souvent désigné comme le Woodstock noir, de nombreuses stars de la musique afro-américaine de l'époque défilèrent sur scène, du chanteur de rhythm and blues Rufus Thomas au compositeur-producteur soul Isaac Hayes, en passant par le bluesman Little Milton, le groupe funk The Bar-Kays ou encore le groupe de gospel The Staple Singers... La plupart étaient des artistes du label Stax Records.
Parallèlement aux passages musicaux, ce documentaire s'intéresse aussi à la vie de la communauté afro-américaine du quartier de Watts au début des années 1970 à travers différents témoignages d'habitants et de quelques personnalités comme le comique Richard Pryor ou le cinéaste Melvin Van Peebles. On peut également noter la présence de Ted Lange (Isaac Washington dans La croisière s'amuse), qui fait sa première apparition à l'écran.

## Musique

### Chansons apparaissant dans le documentaire
- What You See Is What You Get, The Dramatics
- Oh La De Da, the Staple Singers
- We the People, the Staple Singers
- Star-Spangled Banner, Kim Weston
- Lift Every Voice and Sing, Kim Weston
- Respect Yourself, The Staple Singers
- Someone Greater Than I, Jimmy Jones
- Lying on the Truth, the Rance Allen Group
- Peace Be Still, The Emotions
- Old-Time Religion, William Bell, Louise McCord, Debra Manning, Eric Mercury, Freddy Robinson, Lee Sain, Ernie Hines, Little Sonny, the Newcomers, Eddie Floyd, the Temprees, Frederick Knight
- Son of Shaft/Feel It, The Bar-Kays
- I'll Play The Blues For You, Albert King
- Jody's Got Your Girl and Gone, Johnnie Taylor
- Walking the Back Streets and Crying, Little Milton
- I May Not Be What You Want, Mel and Tim
- Pick Up the Pieces, Carla Thomas
- Do the Funky Chicken, Rufus Thomas
- If Loving You Is Wrong, I Don't Want to be Right, Luther Ingram
- Theme from Shaft, Isaac Hayes
- Soulsville, Isaac Hayes

### Chansons jouées lors du concert mais non incluses dans le documentaire
- Knock on Wood, par Eddie Floyd
- Lay Your Loving On Me, par Eddie Floyd
- I Can't Turn You Loose, par The Bar-Kays
- Killing Floor, par Albert King
- Angel of Mercy, par Albert King
- Gee Whiz, par Carla Thomas
- I Have A God Who Loves, par Carla Thomas
- I Don't Know What This World Is Coming To, par The Soul Children
- Hearsay, par The Soul Children
- Ain't No Sunshine, par Isaac Hayes